# Приз Известий 1971
Приз Известий 1971 — міжнародний хокейний турнір у СРСР, проходив 17—20 грудня 1971 року в Москві. У турнірі брали участь національні збірні: СРСР, Чехословаччини, Фінляндії та Швеції.

## Результати та таблиця
| 1 | СРСР           | ~    | 5:2 | 2:4 | 12:1 | 3 | 2 | 0 | 1 | 19—7 | 4 |
| 2 | Чехословаччина | 2:5  | ~   | 1:0 | 8:1  | 3 | 2 | 0 | 1 | 11—6 | 4 |
| 3 | Фінляндія      | 4:2  | 0:1 | ~   | 4:1  | 3 | 2 | 0 | 1 | 8—4  | 4 |
| 4 | Швеція         | 1:12 | 1:8 | 1:4 | ~    | 3 | 0 | 0 | 3 | 3—24 | 0 |

М — підсумкове місце, І - матчі, В — перемоги, Н — нічиї, П — поразки, Ш — закинуті та пропущені шайби, О — очки

## Найкращі гравці турніру
| Найкращий воротар  | Йорма Валтонен     |
| Найкращий захисник | Франтішек Поспішил |
| Найкращий нападник | Володимир Вікулов  |

## Найкращий бомбардир
- Володимир Вікулов 6 очок (5+1)